# 藜蒿炒腊肉
藜蒿炒腊肉，是赣菜的著名菜品。藜蒿为鄱阳湖水生植物，可食用，有较高的营养价值，味道鲜嫩爽口，与腊肉一起通过清炒烹饪，脆嫩爽口，醇香柔润。南昌民谚“鄱阳湖里的草，南昌人桌上的宝”指的便是此菜。在南昌地区，这也是一道常见的家常菜。